# Geraldo Nascimento de Oliveira
Geraldo Nascimento de Oliveira (Timóteo, 25 de dezembro de 1955) é um advogado e político brasileiro que foi deputado estadual por Minas Gerais, compondo a 13ª legislatura, e ex-prefeito do município onde nasceu, situado no interior mineiro.

## Vida política
Geraldo Nascimento de Oliveira tomou posse como prefeito de Timóteo pela primeira vez em 1º de janeiro de 1989, sucedendo ao mandato de Leonardo Rodrigues Lelé da Cunha, por quem também foi sucedido em 1º de janeiro de 1993. Durante seu mandato, em 1990, foi iniciada a elaboração do primeiro Plano Diretor Municipal. Em 1994, foi eleito deputado estadual para a Assembleia Legislativa de Minas Gerais (ALMG) na 13ª legislatura. Candidatou-se novamente à prefeitura de Timóteo nas eleições municipais de 1996, quando obteve 17 794 votos (49,06% das intenções) em uma disputa acirrada que acabou com a vitória de José Anchieta de Mattos Pereira Poggiali, que conquistou 18 476 votos (50,94% do total).
Tomou posse na prefeitura de Timóteo pela segunda vez em 1º de janeiro de 2001, sucedendo a José Poggiali. Em 2002, houve a fundação do Conselho de Patrimônio Histórico, Artístico e Natural de Timóteo. Geraldo Nascimento foi reeleito para um segundo mandato, porém foi cassado juntamente com seu vice Marinho da Costa Teixeira em 20 de setembro de 2006, sendo diplomado então Leonardo Rodrigues Lelé da Cunha, o segundo colocado das eleições. Em 20 de novembro do mesmo ano, teve seu retorno autorizado mediante liminar aprovada pela corte eleitoral, entretanto foi novamente cassado juntamente com Marinho da Costa em 23 de outubro de 2007. Como Leonardo Rodrigues Lelé da Cunha também apresentava pendências jurídicas, quem assumiu foi seu vice Geraldo Hilário Torres.
Em 13 de dezembro de 2007, uma nova liminar aprovada pela corte eleitoral autorizou o retorno de Geraldo Nascimento de Oliveira à prefeitura, porém sua cassação definitiva foi aceita pelo Tribunal Superior Eleitoral (TSE) em 2 de julho de 2008, quando Geraldo Hilário Torres foi novamente diplomado. Posteriormente, Geraldo Nascimento filiou-se ao Partido Socialismo e Liberdade (PSOL) e foi candidato a deputado estadual nas eleições de 2010 e à prefeitura de Timóteo nas eleições de 2012, mas sua candidatura a prefeito foi renunciada. Em março de 2014, teve seus direitos políticos cassados.